# Kingman County
Kingman County je okres ve státě Kansas v USA. K roku 2010 zde žilo 7 858 obyvatel. Správním městem okresu je Kingman. Celková rozloha okresu činí 2 245 km².